# Prostřední Jegorlyk
Prostřední Jegorlyk (též Střední Jegorlyk, rusky Средний Егорлык) je řeka v Rostovské oblasti v Rusku, levý přítok Západního Manyče (povodí Donu). Je 129 km dlouhá. Povodí má rozlohu 2360 km².

## Průběh toku
Teče Kumomanyčskou propadlinou a ústí do Proletarské přehrady. Zdroj vody je převážně sněhový.

## Vodní režim
Průměrný průtok ve vzdálenosti 19 km od ústí je 0,7 m³/s. Vysychá na 1 až 2 měsíce. Na Prostředním Jegorlyku leží město Salsk.